# Max Kropf
Max Kropf (voller Name  Conrad Berthold Maximilian Kropf; * 25. November 1858 in Bodenbach; † 27. Februar 1940 in Wien) war ein österreichischer Architekt.

## Leben
Max Kropf wurde als Sohn des Franz Kropf und seiner Ehefrau Emma Therese, geborene Fiedler, in Bodenbach, dem heutigen Podmokly (Stadtteil von Děčín) in Tschechien geboren. Seine Ausbildung erhielt er zunächst am Polytechnikum Prag, der späteren Deutschen Technischen Hochschule Prag und studierte dann an der Akademie der bildenden Künste Wien, wo er die Meisterschule Friedrich Schmidts besuchte.
Nach Abschluss des Studiums arbeitete Kropf ein halbes Jahr in der Bauhütte von St. Stephan. Zwischen 1886 und 1890 war er Mitarbeiter von Alexander Wielemans, der gleichfalls ein Schüler von Friedrich Schmidt war.
Im Jahre 1886 heiratete er Berta Strache (1861–1936), die Tochter des Abgeordneten zum Reichstag in Frankfurt, Eduard Max Strache. Die Ehe blieb kinderlos. 
1887 nahm er an einem Wettbewerb mit Entwürfen für drei Typenhäuser im Währinger Cottage (Wien 18) teil und errang damit zwei erste Preise und einen weiteren Preis, den er gemeinsam mit mehreren anderen Architekten zugesprochen bekam. Er beteiligte sich auch später erfolgreich an mehreren Wettbewerben, so etwa für die Planung des Rathauses in Korneuburg oder 1897 für die Entwürfe der Landwehr-Kavalleriekaserne II in Stockerau. Mit der Realisierung des Planes für das Rathaus in Korneuburg scheint Kropf erstmals im Jahre 1894 als selbständiger Architekt auf.
Sein Wirkungsbereich erstreckte sich vor allem auf Korneuburg, Stockerau und Wien, wo er vorrangig Villen und öffentliche Gebäude plante und errichtete. In Stockerau trägt eine Straße seinen Namen. Ab dem Jahre 1912 sind keine weiteren Bauten dokumentiert. In der kurzen Zeit von etwa 18 Jahren hat er mehrere Bauwerke realisiert, die unter Denkmalschutz gestellt wurden und damit seine Bedeutung als Architekt unterstreichen.
Ab dem Jahre 1926 lebte er bis zu seinem Tod im Jahre 1940 von einer kleinen Rente.

## Werke (Auswahl)

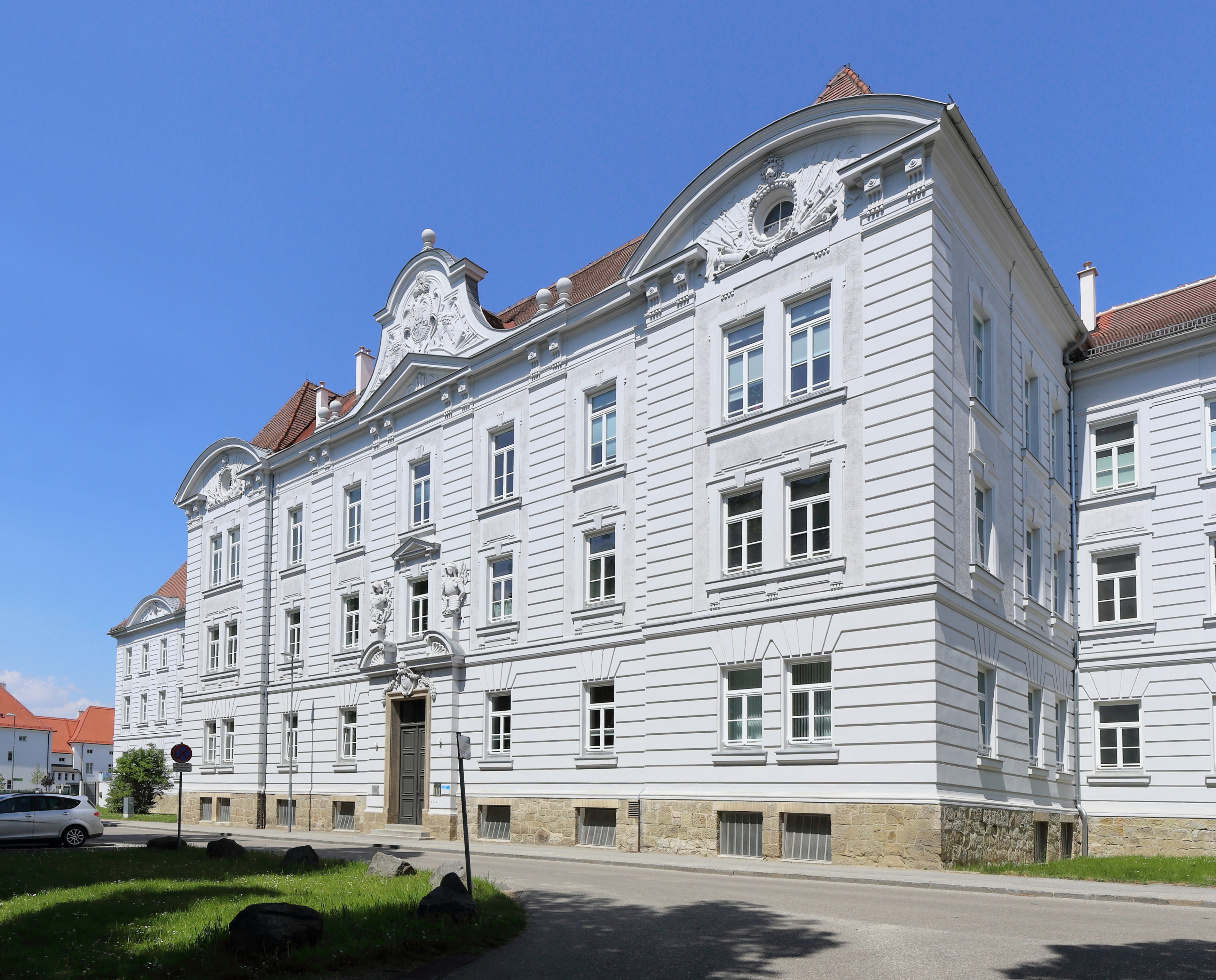
Landwehrkavallerie-Kaserne II in Stockerau (1898)

Die mit „°)“ markierten Werke stehen unter Denkmalschutz.

### Wohn-, Gewerbe- und Geschäftsbauten
- 1895 Villa, Wien 17, Heuberggasse 11-11A
- 1898–1900: Wohnhaus, Stockerau, Dr. Karl Rennerplatz 2 (Umbau) °)
- 1900:	Villa, Wien 17, Heuberggasse 1
- 1899: Handelshaus der Fa. Meinl, Wien 1, Fleischmarkt 7 °)[3]
- 1904–1905: Schokoladefabrik Julius Meinl AG, Wien 16, Heigerleinstraße 74 (verändert) °)
- 1904:	Villa Himmelbauer, Stockerau, Am Neubau 1-3, NÖ (Kammer der Gewerblichen Wirtschaft)
- 1910:	Villa Himmelbauer, Wien 19, Gregor-Mendel-Straße 40 (früher Hochschulstraße, verändert)
- 1910: Herrenhaus Waldhof, Oberrohrbach[4]

### Öffentliche Bauten
- 1894–1896: Rathaus Korneuburg (Wettbewerb 1. Preis) °)
- 1894–1896: Studentenkonvikt, Stockerau, Unter den Linden 2, NÖ °)
- 1898:	Turm der Augustinerklosterkirche, Korneuburg, Stockerauerstraße, NÖ °)
- 1898:	Stadtbrunnen Korneuburg, Hauptplatz, NÖ
- 1898:	Landwehrkavallerie Kaserne II, Stockerau, NO (Wettbewerb, 1. Preis, ab 1935 Prinz Eugen-Kaserne) °)
- 1907–1908: Bundesgymnasium, Stockerau, Unter den Linden 16, NÖ °)
- 1909–1910: Vergrößerungsbau Krankenhaus, Stockerau, Landstraße 16-18, NÖ °)

## Auszeichnungen
- 1880:	von Stremayerscher Preis
- 1909: Goldenes Verdienstkreuz mit der Krone zusammen mit dem Stadtbaumeister Johann Wolf für den Bau der neuen Pfarrkirche St. Anna in Baumgarten.